# Gustul mierii (film)
Gustul mierii (titlul original: în engleză A Taste of Honey) este un film dramatic englez, realizat în 1961 de regizorul Tony Richardson, 
după romanul omonim al scriitorului Shelagh Delaney care a contribuit și la scenarul filmului. Protagoniștii filmului sunt actorii Rita Tushingham, Dora Bryan, Robert Stephens și Murray Melvin. 

## Rezumat
Acțiunea filmului are loc în orașul britanic Salford în jurul anului 1950. Jo, o fată din clasa muncitoare în vârstă de șaptesprezece ani, locuiește cu mama ei Helen într-o situație familială instabilă.
După ce Helen a început o relație cu Peter, un bărbat semnificativ mai tânăr dar bogat, o părăsește pe Jo. În același timp, Jo se îndrăgostește de Jimmy, un marinar negru, și rămâne însărcinată de el. Când Jimmy iese din nou pe mare și se află în repetate rânduri singură, îl întâlnește pe studentul homosexual Geoffrey. Geoffrey se mută cu Jo și preia rolul de tată pentru copilul ei. Când Helen, care între timp s-a despărțit de iubitul ei, se întoarce pe neașteptate acasă, Geoffrey își dă seama cu amărăciune că nu mai este loc pentru el și o părăsește pe Jo.

## Distribuție
- Rita Tushingham – Jo
- Dora Bryan – Helen
- Robert Stephens – Peter Smith
- Murray Melvin – Geoffrey Ingham
- Paul Danquah – Jimmy
- Margo Cunningham – proprietăreasa (nemenționat)
- Michael Bilton – proprietarul (nemenționat)
- Hazel Blears – un tânăr (nemenționat)
- Stephen Blears – un tânăr (nemenționat)
- Eunice Black – profesoara (nemenționat)
- Shelagh Delaney – o spctatoare la baschet (nemenționat)

## Premii și nominalizări
- 1962 Premiile BAFTA:
  - Cea mai bună actriță britanică pentru Dora Bryan;
  - Cel mai bun film britanic pentru Tony Richardson;
  - Cel mai bun scenariu britanic pentru Shelagh Delaney și Tony Richardson;
  - cea mai bună speranță feminină într-un rol principal pentru Rita Tushingham.
- Festivalul de Film de la Cannes 1962: 
  - Prix d'interprétation masculine – Cel mai bun actor lui Murray Melvin
  - Prix d'interprétation féminine – Cea mai bună actriță lui Rita Tushingham.
- Premiul Writers' Guild of Great Britain, Premiul pentru cel mai bun scenariu pentru Shelagh Delaney și Tony Richardson.

- 1963 Premiul Directors Guild of America – Nominalizare la Premiul pentru montaj lui Tony Richardson.

## Aprecieri
„ Inspirat de Shelagh Delaney, filmul reprezintă călătoria inițiatică a eroinei într-o lume brutală în care promiscuitatea periferiei întâlnește mizeria spirituală a unei societăți sclerozate pe care Richardson, o descrie cu înverșunarea unui Stroheim. Mama, care-și trăiește fără demnitate asfințitul vieții sentimentale, e expusă privirilor fiicei, goală, cu carnea flască, dezgustătoare, ca o confruntare a tinereții pure cu murdăria morală. Ambianța dramei: mahalaua cu ziduri afumate, fundături și maidane pestilente, iluminate jalnic de meschina petrecere a bâlciului e, în pofida sordidului, iluminată de „gustul mierii”, vibrația poetică.”—T. Caranfil , Dicționar universal de filme 